# Legend - Part III:II
Legend - Part III:II è un album del gruppo statunitense dei Saviour Machine, realizzato in modo completamente indipendente nel 2006 e 2007, che avrebbe dovuto essere distribuito esclusivamente sul sito internet del gruppo a partire dal 7 luglio 2007. L'album è stato pubblicato nel 2011 contro il consenso del gruppo.

## Tracce
1. Kings of the East – 3:20
2. The Trinity Abyss – 3:49
3. World War III - The Final Conflict III – 4:20
4. Megiddo - Center of the Earth – 3:44
5. Armageddon - The Valey of Decision – 12:24
6. King of Kings – 7:02
7. Death of the Slain: The Bottomles Pit – 3:40
8. A Thousand Years – 2:37
9. The Final Rebellion – 4:09
10. Lake of Fire: The Last Rebellion – 2:46
11. The Great Throne – 4:33
12. Heaven and Earth – 4:24
13. The Holy City - New Jerusalem – 3:52
14. Marriage of the Lamb – 4:17
15. Legend III:II – 1:28
16. The Ancient of Days – 4:36
17. The Beginning and the End – 6:04

## Formazione
- Eric Clayton - voce
- Charles Cooper - basso
- Carl Johan Grimmark - chitarra
- Nathan Van Hala - pianoforte
- Thomas Weinesjö - batteria